# Colocleora proximaria
Colocleora proximaria là một loài bướm đêm trong họ Geometridae.